# Focke-Wulf Ta 400
Focke-Wulf Ta 400 là một thiết kế máy bay ném bom 6 động cơ cỡ lớn được phát triển ở Đức năm 1943 bởi Focke-Wulf cho đề án Amerika Bomber.

## Tính năng kỹ chiến thuật (Ta 400, ước lượng)
Đặc tính tổng quan
- Kíp lái: 6
- Chiều dài: 28,7 m (94 ft 2 in)
- Sải cánh: 45,8 m (150 ft 3 in)
- Trọng lượng có tải: 60.000 kg (132.277 lb)
- Động cơ: 6 × BMW 801D 14, 1.300 kW (1.700 hp)  mỗi chiếc
- Động cơ: 2 × Junkers Jumo 004 kiểu động cơ tua bin phản lực, 8,8 kN (2.000 lbf) thrust  mỗi chiếc

Hiệu suất bay
- Vận tốc cực đại: 635 km/h (395 mph; 343 kn)
- Tầm bay: 9.000 km (5.592 mi; 4.860 nmi)

Vũ khí trang bị

- Súng: 10 × súng máy MG 151/20
- Bom: 22.046 lb (10.000 kg)